# 31e cérémonie des Razzie Awards
La 31e cérémonie des Golden Raspberry Awards a eu lieu le 26 février 2011 pour désigner les pires films de 2010.

## Palmarès
Les lauréats de chaque catégorie sont en premier et en gras dans chaque section.

### Pire film
Le Dernier Maître de l'air (Paramount/Nickelodeon Movies)
- Twilight, chapitre III : Hésitation (Summit Entertainment)
- Le Chasseur de primes (Columbia Pictures/Relativity Media)
- Sex and the City 2 (Warner Bros/New Line/HBO Pictures)
- Mords-moi sans hésitation (20th Century-Fox/Regency Enterprises)

### Pire acteur
Ashton Kutcher - Kiss & Kill et Valentine's Day
- Jack Black - Les Voyages de Gulliver
- Gerard Butler - Le Chasseur de primes
- Taylor Lautner - Twilight, chapitre III : Hésitation et Valentine's Day
- Robert Pattinson - Remember Me et Twilight, chapitre III : Hésitation

### Pire actrice
Sarah Jessica Parker, Kim Cattrall, Kristin Davis et Cynthia Nixon - Sex and the City 2
- Kristen Stewart - Twilight, chapitre III : Hésitation
- Jennifer Aniston - Le Chasseur de primes et Une famille très moderne
- Miley Cyrus - La Dernière Chanson
- Megan Fox - Jonah Hex

### Pire acteur dans un second rôle
Jackson Rathbone - Le Dernier Maître de l'air et Twilight, chapitre III : Hésitation
- Billy Ray Cyrus - Kung Fu Nanny
- George Lopez - Marmaduke, Kung Fu Nanny et Valentine's Day
- Dev Patel - Le Dernier Maître de l'air
- Rob Schneider - Copains pour toujours

### Pire actrice dans un second rôle
Jessica Alba - The Killer Inside Me, Mon beau-père et nous, Machete  et Valentine's Day
- Cher - Burlesque
- Liza Minnelli - Sex and the City 2
- Nicola Peltz - Le Dernier Maître de l'air
- Barbra Streisand - Mon beau-père et nous

### Pire scénario
Le Dernier Maître de l'air - écrit par M. Night Shyamalan, d'après la série de Michael Dante DiMartino et Bryan Konietzko
- Mon beau-père et nous - écrit par John Hamburg et Larry Stuckey, d'après les personnages créés par Greg Glenna & Mary Roth Clarke
- Sex and the City 2 - écrit par Michael Patrick King, d'après la série télévisée créée par Darren Star
- Twilight, chapitre III : Hésitation - écrit par Melissa Rosenberg, d'après le roman de Stephenie Meyer
- Mords-moi sans hésitation - écrit par Jason Friedberg et Aaron Seltzer

### Pire couple à l'écran ou pire casting
Toute la distribution de Sex and the City 2
- Gerard Butler et Jennifer Aniston - Le Chasseur de primes
- Le visage de Josh Brolin et l'accent de Megan Fox - Jonah Hex
- Le casting de Le Dernier Maître de l'air
- Le casting de Twilight, chapitre III : Hésitation

### Pire réalisateur
M. Night Shyamalan - Le Dernier Maître de l'air
- Jason Friedberg et Aaron Seltzer - Mords-moi sans hésitation
- Michael Patrick King - Sex and the City 2
- David Slade - Twilight, chapitre III : Hésitation
- Sylvester Stallone - Expendables : Unité spéciale

### Pire préquelle, remake, suite ou film dérivé
Sex and the City 2
- Le Dernier Maître de l'air
- Le Choc des Titans
- Twilight, chapitre III : Hésitation
- Mords-moi sans hésitation

### Pire utilisation de la3D"qui arrache les yeux"
Le Dernier Maître de l'air
- Comme chiens et chats : La Revanche de Kitty Galore[2]
- Le Choc des Titans
- Casse-Noisette 3D (The Nutcracker in 3D)
- Saw 3D : Chapitre Final (Saw 3D: The Final Chapter)